# Karine Lima
Pour les articles homonymes, voir Lima (homonymie).
 (juin 2010).
Si vous disposez d'ouvrages ou d'articles de référence ou si vous connaissez des sites web de qualité traitant du thème abordé ici, merci de compléter l'article en donnant les références utiles à sa vérifiabilité et en les liant à la section « Notes et références ».
Karine Lima, née le 20 septembre 1977 en France, est une présentatrice de télévision, journaliste, comédienne, réalisatrice, scénariste, et chanteuse luso-française.

## Biographie

### Présentatrice de télévision et journaliste
Choisie par Dominique Farrugia, elle commence en télévision en 2000 sur la chaîne Comédie en présentant les programmes en direct ainsi que le jeu Comédie et des lettres. Elle effectuera des sketchs en direct dans La Grosse Émission.
En 2001 elle devient chroniqueuse pour le prime time Toutes les chansons ont une histoire sur TF1.
Elle présente aussi des émissions sur Escales Capitales, Alloo ciné télévision Le flash, Le journal.
De 2001 à 2004, elle présente des émissions de clip vidéos comme A vos clips, M6 Music, puis des émissions pour la jeunesse sur M6 comme M6 Kid, M6 Kid Ateliers, Kid machine».
En 2004, elle présente Europa contacto sur la chaîne portugaise RTP Internacional.
En 2006, elle présente les défis de l'impossible avec Magloire, parmi d'autres émissions diffusées sur NRJ 12.
En 2006 et 2007, Elle devient chroniqueuse sportive pour Canal+ Sport dans l’émission Jour de sport aux côtés de Lionel Rosso.
De 2007 à 2015, elle présente diverses émission sur les chaînes NRJ 12, AB Moteurs, i-Télé, Extreme Sports Channel, Eurosport, France Ô, Fashion TV, L'Équipe TV, Montagne TV, Poker Channel, Voyage, National Geographic et MCS Extrême. Elle revient aussi sur M6 pour présenter Tout le monde peut jouer.
En 2014, son court-métrage Fatal a reçu 12 nominations et 5 récompenses[réf. nécessaire]

## Filmographie

### Cinéma
- 1996 : L'amour nuit gravement à la santé de Manuel Gomez Pereira
- 2002 : Demonlover d'Olivier Assayas
- 2010 : Le Coyote de Réda Makhloufi
- 2011 : Page de vie de Yoan Riba
- 2012 : Mais je dream ou quoi ?
- 2013 : Joséphine d'Agnès Obadia

#### Court métrage
- 1998 : L'Embarras du cœur de Christian Nohel
- 2000 : Le robinet de François Roland
- 2010 : La posture de l'enclume d'Oliver Sagne
- 2012 : Piste noire de Jéremy Aizerstein
- 2012 : Entends ce cri de Mathieu Vié
- 2013 : Fatal de K. Lima Karine Lima Fatal Film vidéo officielle sur viméo.com
- 2013 : Stalemate de Lou de Bausset
- 2014 : Je suis ma vie de Karine Lima
- 2014 : A.S.A de Mathieu Vié

### Télévision
- 1996 : Karine et Ari, épisode "La fiancée de Mathieu"
- 2001 : La Grosse Émission
- 2001 : Sur la tête de Maxime
- 2006 : Sous le soleil, "Œil pour œil"
- 2007 : Bonne fête
- 2008 : Léa Parker, "Le solitaire"
- 2010 : Coursiers de merde
- 2011 : Caissiers
- 2010 : Wipitta, épisode "Psychose"
- 2010 : On a tout essayé
- 2010 : Paris d'amis, série, rôle Christelle
- 2010 : Et toi tu fais quoi ?
- 2010 : X Files boutique
- 2010 : Oxylane vision 2020
- 2012 - 2020 : Draculi & Gandolfi de Guillaume Sanjorge : Reine Gandolfi[2]
- 2012 : Le Jour où tout a basculé, "Esprit frappeur" : Solène
- 2012 : Section de recherches, "Partie de campagne"
- 2013 : Le Jour où tout a basculé, épisode "Une erreur qui coûte cher" : Emmanuelle
- 2013 : Le Jour où tout a basculé...à l'audience, épisode "Humilié publiquement par son stagiaire ? (Vengeance 2.0) " Maitre Della
- 2014 : Les Mystères de l'amour saisons 6 7 et 8

## Théâtre
- 2007-2009 : En vers et contre tous, Théâtre Le petit gymnase
- 2009 : Le string était presque parfait, Théâtre Le Méry
- 2011 : Le clan des divorcées, Théâtre Le rive gauche
- 2012-2013 : Very bad girl, Comédie des boulevards, Bô théâtre
- 2013 : Pilule amères, Théâtre Edgar

### Comédies musicales
- 1998 : Le violoniste sur le toit', Java
- 1998 : Aladin', Jasmine
- 1998 : Grease', Tcha Tcha
- 1999 : Les Misérables', Gavroche
- 1999 : Le Fantôme de l’Opéra', Meg
- 2012 : Tismée', Tismée

## Chanteuse
(juillet 2015).
Améliorez-le ou discutez des points à vérifier. 

### Discographie
- 2015 Les voix des femmes Collectif lutant contre les viols
- 2014 Unissons nos voix, collectif lutant contre les viols
- 2014 Loca Papa London/K. Lima
- 2013 I’m a dreamer Chris V/K. Lima
- 2009 La télé qui chante Groupe

- 2007 Touch your mind Difenalls/K. Lima

- 2006 Nounours enfant Brice Kapel/K. Lima, Porto Seguro
- 2005 Je ne rêve Chris V/K.Lima, Compil Parfum rnb

- 2004 Menina Bonita La Harissa/K. Lima, Pimenta da rua

- 2003 Lo Brice Kapel/K.Lima, Album Coloricocola
- 2003 Choriste' Julio Iglesias Divers titres, TV
- 2002 Choriste Allessandro Safina Titre  Luna, TV, Universal
- 1996 Latitude Groupe pop-RNB, divers chansons

## Distinctions
- 2008 Nommée et finaliste au « Prix Talents » par le ministère des affaires étrangères du Portugal, catégorie communication.
- 2015 Prix du « Meilleur court-métrage »pour Fatal, au festival au « Cinefest Global » États-Unis
- 2015 Prix du « Meilleur court-métrage » pour Fatal à « L’International Euro Film Festival » Espagne
- 2015 Prix de la « Meilleure actrice » dans Fatal à « L’International Euro Film Festival » Espagne